# Alberto Lupo

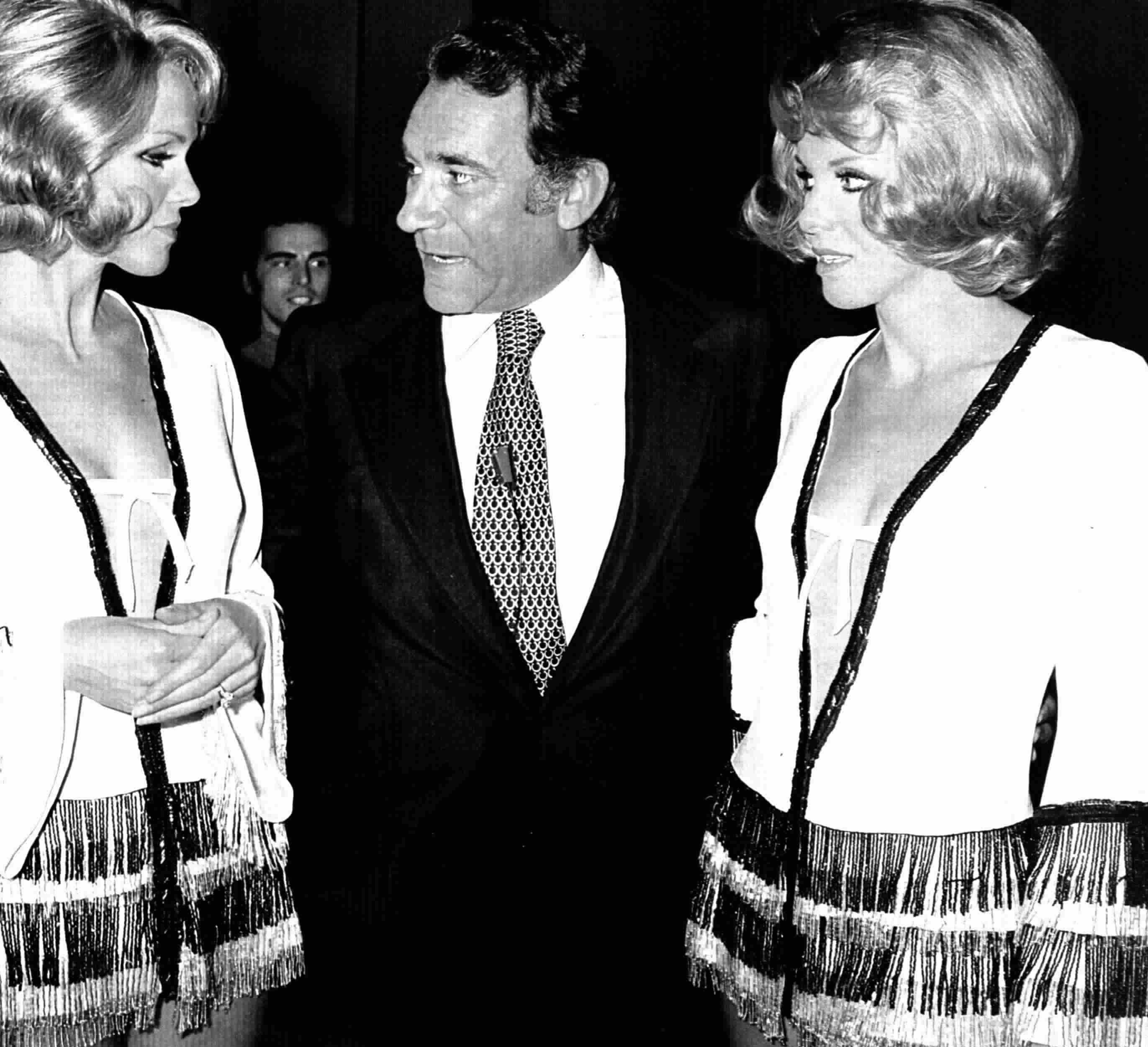
Alberto Lupo mit den Kessler-Zwillingen in Rom (1972)

Alberto Lupo (eigentlich Alberto Zoboli; * 19. Dezember 1924 in Genua; † 13. August 1984 in San Felice Circeo) war ein italienischer Schauspieler.

## Leben
Zoboli studierte zunächst auf Wunsch seines Vaters Rechtswissenschaften, bevor er sich 1946 am Centro Sperimentale Universitario di Genova Luigi Pirandello für die Schauspielerei entschied und er in der Folge am Stadttheater Genua und am Piccolo Teatro di Milano verpflichtet wurde.
Über die Teilnahme an Fotoromanzi kam er zum Film und war seit Mario Camerinis Die Fahrten des Odysseus bis zu seinem Lebensende in zahlreichen Rollen zu sehen; mit seinen Fernseharbeiten, die im Jahr darauf mit Piccoli donne begannen, verzeichnet seine Filmografie über 50 Auftritte; so spielt er etwa die Hauptrolle (Prof. Levin) im 1960 erschienenen Film Seddok – Der Würger mit den Teufelskrallen von Anton Giulio Majano.
Seine dunkle Stimme nutzte Alberto Lupo auch zur Synchronisation und zu Gesangsaufnahmen. Sein mit der Sängerin Mina aufgenommenes Musikstück Parole, parole wurde zum Hit in Italien. Eine LP mit 16 Titeln aus den Jahren 1966 bis 1978 kam ebenfalls auf den Markt.
1977 erlitt Lupo eine Hirnthrombose, von der er sich nur langsam erholen konnte. Er war mit der Schauspielerin Lila Rocco verheiratet und ist Vater der ebenfalls in diesem Beruf tätigen Eliana Rocco.

## Filmografie (Auswahl)
- 1958: Herodes – Blut über Jerusalem (Erode il grande)
- 1959: Die Schlacht von Marathon (La battaglia di Maratona)
- 1959: Wölfe in der Tiefe (Lupi nell'abisso)
- 1960: Das bittere Leben (Il socario)
- 1960: Seddok – Der Würger mit den Teufelskrallen (Seddok, l’erede di Satana)
- 1960: Theseus, Held von Hellas (Teseo contro il Minotauro)
- 1961: Die Bacchantinnen (Le Baccanti)
- 1961: Ursus im Tal der Löwen (Ursus nella valle dei leoni)
- 1962: Degenduell (La congiura dei dieci)
- 1962: Zorros Heimkehr und Rache (Zorro alla corte di Spagna)
- 1963: Tempo di Roma (Tempo di Roma)
- 1963: Treffpunkt Tanger (Finché dura la tempesta)
- 1964: Der Löwe von Theben (Il leone di Tebe)
- 1964: Der Sohn von Cäsar und Cleopatra (Il figlio di Cleopatra)
- 1964: Der Tribun von Rom (Coriolano, eroe senza patria)
- 1965: Heiße Grüße vom C.I.A. (A 008, operazione sterminio)
- 1965: Der Killer der sündigen Mädchen (Le notti della violenza)
- 1965: Michelangelo – Inferno und Ekstase (The Agony and the Ecstasy)
- 1966: Django – Nur der Colt war sein Freund (Django spara per primo)
- 1980: Sodom 2000 (Action)